# Ulbølle Sogn
Ulbølle Sogn ist eine Kirchspielsgemeinde (dän.: Sogn)
auf der Insel Fyn (dt.: Fünen) im südlichen Dänemark.
Bis 1970 gehörte sie zur Harde Sallinge Herred im damaligen Svendborg Amt, danach zur Egebjerg Kommune im
Fyns Amt, die im Zuge der  Kommunalreform zum 1. Januar 2007 in der
Svendborg Kommune in der Region Syddanmark aufgegangen ist.
Im Kirchspiel leben 915 Einwohner, davon 562 im Kirchdorf (Stand: 1. Januar 2023).
Im Kirchspiel liegt die Kirche „Ulbølle Kirke“.
Nachbargemeinden sind im Norden Hundstrup Sogn und im Osten Vester Skerninge Sogn, ferner in der westlich benachbarten Faaborg-Midtfyn Kommune Vester Åby Sogn.